# Mike Dupke
Mike Dupke (...) è un batterista statunitense.
È stato il batterista della band heavy metal W.A.S.P. dal 19 maggio 2006 al 2015; compare in formazione negli album Dominator e Babylon e, con loro, ha anche registrato Golgotha e ReIdolized (The Soundtrack to the Crimson Idol).

## Equipaggiamento
- MLX Series
- Piano Black
- 24x16 bass drum x 2
- 10x10 tom
- 12x10 tom
- 14x12 tom
- 16x16 floor tom
- 14x6.5 Eric Singer snare drum